# Russell Short
Russell Luke Short (Poowong, 7 maggio 1969) è un atleta paralimpico australiano ipovedente, specializzato nei lanci (peso, disco e giavellotto).

## Biografia
Affetto da degenerazione maculare sin dall'età di quattro anni, ha una visione periferica del 2%. Ha praticato vari sport nel corso degli studi al Korumburra Secondary College, frequentato dal 1981 al 1986, ma il progressivo ridursi della vista lo ha orientato verso i lanci.
Nel 1993, insieme a tre compagni, tra i quali l'atleta paralimpico Ched Towns, ha percorso lo Stretto di Torres fino a Cape York in Nuova Guinea e la Kokoda Track. L'esperienza è stata narrata nel documentario The Blind Leading The Blind (1995) e nel libro Blind leading the blind: a journey of vision across the Torres Strait and Kokoda track di Stuart Andrews (2004).
Vive nei pressi di Melbourne con la moglie Christina (anche lei affetta da disabilità visiva) e i due figli Jim e Will. Di professione è massofisioterapista.

### Onorificenze
È stato insignito, nel 1993, dell'OAM (Medal of the Order of Australia).
Alle Paralimpiadi di Pechino 2008 è stato il portabandiera della delegazione australiana, durante la cerimonia di apertura.

## Palmarès
| Anno | Manifestazione       | Sede           | Evento                    | Risultato | Prestazione | Note |
| ---- | -------------------- | -------------- | ------------------------- | --------- | ----------- | ---- |
| 1988 | Giochi paralimpici   | Seul           | Getto del peso B3         | Bronzo    | 11,59 m     |      |
| 1988 | Giochi paralimpici   | Seul           | Lancio del disco B3       | Oro       | 40,18 m     |      |
| 1988 | Giochi paralimpici   | Seul           | Lancio del giavellotto B3 | Oro       | 54,72 m     |      |
| 1990 | Mondiali IBSA        | Assen          | Getto del peso B3         | Oro       |             |      |
| 1990 | Mondiali IBSA        | Assen          | Lancio del disco B3       | Oro       |             |      |
| 1992 | Giochi paralimpici   | Barcellona     | Getto del peso B3         | Oro       | 13,81 m     |      |
| 1992 | Giochi paralimpici   | Barcellona     | Lancio del disco B3       | Oro       | 45,94 m     |      |
| 1992 | Giochi paralimpici   | Barcellona     | Lancio del giavellotto B3 | Bronzo    | 47,70 m     |      |
| 1994 | Mondiali paralimpici | Berlino        | Getto del peso F13        | 6º        | 13,37 m     |      |
| 1994 | Mondiali paralimpici | Berlino        | Lancio del disco F13      | 6º        | 40,52 m     |      |
| 1996 | Giochi paralimpici   | Atlanta        | Getto del peso F12        | Argento   | 14,94 m     |      |
| 1996 | Giochi paralimpici   | Atlanta        | Lancio del disco F12      | Argento   | 42,56 m     |      |
| 1998 | Mondiali IBSA        | Madrid         | Getto del peso F12        | 4º        | 14,00 m     |      |
| 1998 | Mondiali IBSA        | Madrid         | Lancio del disco F12      | Argento   | 44,05 m     |      |
| 2000 | Giochi paralimpici   | Sydney         | Getto del peso F12        | Oro       | 15,20 m     |      |
| 2000 | Giochi paralimpici   | Sydney         | Lancio del disco F12      | Oro       | 46,55 m     |      |
| 2002 | Mondiali paralimpici | Lilla          | Getto del peso F13        | 4º        | 14,53 m     |      |
| 2002 | Mondiali paralimpici | Lilla          | Lancio del disco F12      | Argento   | 44,85 m     |      |
| 2004 | Giochi paralimpici   | Atene          | Getto del peso F13        | Bronzo    | 15,54 m     |      |
| 2004 | Giochi paralimpici   | Atene          | Lancio del disco F12      | 5º        | 42,54 m     |      |
| 2006 | Mondiali paralimpici | Assen          | Getto del peso F12        | Argento   | 15,57 m     |      |
| 2006 | Mondiali paralimpici | Assen          | Lancio del disco F12      | 5º        | 41,33 m     |      |
| 2008 | Giochi paralimpici   | Pechino        | Getto del peso F11/12     | 6º        | 14,79 m     |      |
| 2011 | Mondiali paralimpici | Christchurch   | Getto del peso F12        | Argento   | 14,22 m     |      |
| 2011 | Mondiali paralimpici | Christchurch   | Lancio del disco F12      | 4º        | 40,58 m     |      |
| 2012 | Giochi paralimpici   | Londra         | Getto del peso F11-12     | Bronzo    | 14,73 m     |      |
| 2013 | Mondiali paralimpici | Lione          | Getto del peso F2         | 4º        | 13,99 m     |      |
| 2015 | Mondiali paralimpici | Doha           | Getto del peso F12        | 7º        | 14,24 m     |      |
| 2015 | Mondiali paralimpici | Doha           | Lancio del disco F12      | 6º        | 40,01 m     |      |
| 2016 | Giochi paralimpici   | Rio de Janeiro | Getto del peso F12        | 7º        | 15,01 m     |      |
| 2017 | Mondiali paralimpici | Londra         | Getto del peso F12        | 5º        | 14,29 m     |      |
| 2017 | Mondiali paralimpici | Londra         | Lancio del disco F12      | 7º        | 39,31 m     |      |